# CODE:0000 コード:ゼロ
『CODE:0000 コード:ゼロ』（The Omega Code）は、1999年に製作されたアメリカ合衆国の映画。

## あらすじ
20世紀最後の年…人類は、聖書が未来を予想する暗号文であることを突き止める。メディア王ストーン・アレクサンダーは、その解析プログラムを手に入れ、予言を悪用することにより政治家へと転身し、世界を掌握し始める。同じ頃、イスラエルに謎の預言者が出現、人々に警告を発した。世界では300万の死者と、数千の難民が発生。異常気象が中東を襲い、海洋の分子構造が変異し始める。徐々に崩壊の兆しを見せる地球。人類の未来を託された若き研究者ギラン・レーン博士は、預言者から「血のページを追え」というメッセージを受け取る。

## スタッフ
- 特殊効果：ビジョンアート社

## キャスト
（ ）内はビデオ･DVD版の日本語吹替えキャスト。
- ギラン・ウィルコット・レーン博士：キャスパー・ヴァン・ディーン（真殿光昭）
- ストーン・アレクサンダー委員長：マイケル・ヨーク（田中正彦）
- カサンドラ：キャサリン・オクセンバーグ（根谷美智子）
- ドミニク：マイケル・アイアンサイド（室園丈裕）

その他吹替えキャスト（樫井笙人、柳沢栄治、柚木涼香、緒方愛香、重松朋、川村拓央、斉藤瑞樹、河原木志穂、中川由美子、藤原泰浩、上野聡士）